# Maup Mendels
Maurits (Maup) Mendels (Den Haag, 25 december 1868 – Theresienstadt, 3 juni 1944) was een Nederlands SDAP-politicus, journalist en advocaat. Hij maakte gebruik van het pseudoniem Ictus.

## Biografie
Hij was een zoon van koster Isaäc Mendels (1835-1890) en diens vrouw Judica Goedkind (1831-1901). Na het gymnasium studeerde Mendels (van 25 september 1888 tot 21 december 1894) rechtsgeleerdheid aan de Rijksuniversiteit Leiden. Hij promoveerde op dissertatie, getiteld "De aansprakelijkheid van de staat voor onrechtmatige handelingen zijner beambten". Hierna doceerde hij zelf Romeins recht tot 1898 en hij werkte achtereenvolgens als procureur en advocaat.
Hij begon zijn journalistieke loopbaan bij de Provinciale Groninger Courant, Het Vaderland en De Amsterdammer. Hij was daarna redacteur voor de Provinciale Overijsselsche en Zwolsche Courant (1898-1900), Het Volk (1900-1902) en De Voorpost. Hij woonde van 1902 tot 1906 in Zaandam, waar hij werkte voor de Sociaal-Democratische Arbeiderspartij (SDAP). Hij zat twee jaar lang in de Zaandammer gemeenteraad en vervolgens in de gemeenteraad van Utrecht.
Hij was van 1905 tot 1909 lid van het SDAP-bestuur. In de laatste jaren van zijn bestuursperiode botsten twee groepen binnen de partij: de reformistische en de orthodox-marxistische vleugel. Aanvankelijk probeerde Mendels om beide stromingen bij elkaar te houden, maar hij verliet de partij uiteindelijk in 1909. De linkervleugel van de SDAP scheidde zich af en ging verder als de Sociaal-Democratische Partij (SDP). Mendels sloot zich op 14 maart 1909 hierbij aan, maar al op 18 juni keerde hij terug bij de SDAP.

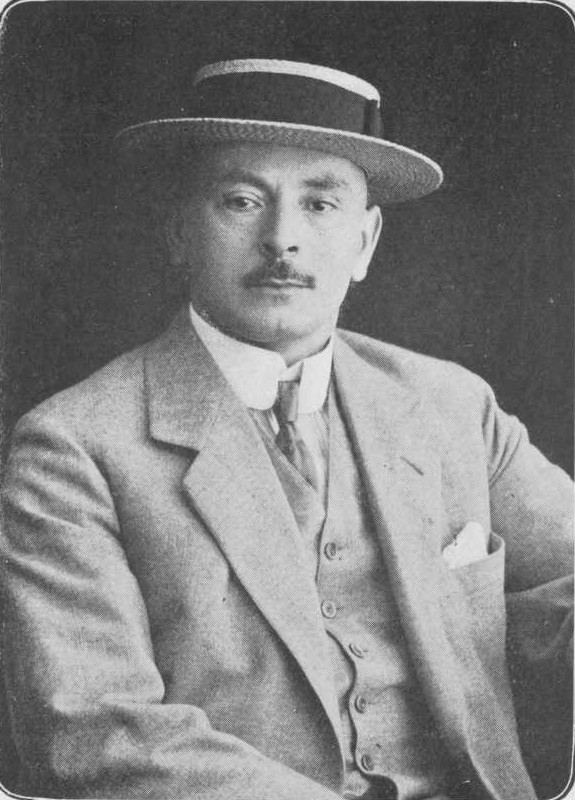
Maup Mendels ca. 1913

Van 1910 tot 1913 was Mendels lid van de gemeenteraad van Hilversum. In 1913 verhuisde hij naar de Prinsengracht in Amsterdam. Hij werd verkozen tot Tweede Kamerlid en hij was ook lid van de Provinciale Staten van Noord-Holland. In 1918 nam hij afscheid van de Tweede Kamer en zette hij zijn werk als advocaat voort. Hij werd in 1919 benoemd als lid van de Eerste Kamer, een positie die hij tot 1937 behield.
Mendels werd op 17 december 1938, ter gelegenheid van zijn zeventigste verjaardag, benoemd tot ridder in de Orde van de Nederlandse Leeuw.
Hij stierf in 1944 aan cholera in het concentratiekamp Theresienstadt.

### Persoonlijk leven
Hij trouwde op 22 juli 1896 in Den Haag met Henriëtte Sara Stokvis (1872-1966). Zij kregen één dochter. Zijn echtgenote overleefde Theresienstadt en emigreerde na de oorlog naar de Verenigde Staten, waar ze ging wonen in Buffalo. De tekenaar Jo Spier, die na de oorlog eveneens naar Amerika was verhuisd, bezocht haar daar een paar keer. Haar laatste wens was dat er in Amsterdam een straat naar haar man zou worden vernoemd. Spier heeft daar nog veel moeite voor gedaan, maar het is hem niet gelukt.
Jo Stokvis (1875-1951), eveneens journalist en SDAP-politicus, was een zwager van Mendels.